# Red Flag over Tibet
Red Flag Over Tibet is een Australische documentairefilm uit 1989, geregisseerd door Carmel Travers en Stephen McMillan.

## Verhaal
De documentaire toont een beeld van de geschiedenis van Tibet, en dan met name de Chinese inval tussen 1950 en 51. Orville Schell doorkruist zowel China als Tibet. Hij ondervraagt Chinezen over hun mening over Tibet, en onderzoekt wat de Chinese overheersing voor gevolgen heeft voor de Tibetaanse cultuur.

## Rolverdeling
| Acteur         | Personage |
| -------------- | --------- |
| Orville Schell | verteller |